# Chaumot (Yonne)
Chaumot és un municipi francès, situat al departament del Yonne i a la regió de Borgonya - Franc Comtat. L'any 2007 tenia 652 habitants.

## Demografia

### Població
El 2007 la població de fet de Chaumot era de 652 persones. Hi havia 245 famílies, de les quals 60 eren unipersonals (30 homes vivint sols i 30 dones vivint soles), 79 parelles sense fills, 87 parelles amb fills i 19 famílies monoparentals amb fills.
La població ha evolucionat segons el següent gràfic:
Habitants censats

### Habitatges
El 2007 hi havia 388 habitatges, 245 eren l'habitatge principal de la família, 106 eren segones residències i 37 estaven desocupats. 384 eren cases i 2 eren apartaments. Dels 245 habitatges principals, 232 estaven ocupats pels seus propietaris, 10 estaven llogats i ocupats pels llogaters i 3 estaven cedits a títol gratuït; 2 tenien una cambra, 10 en tenien dues, 36 en tenien tres, 71 en tenien quatre i 126 en tenien cinc o més. 199 habitatges disposaven pel capbaix d'una plaça de pàrquing. A 106 habitatges hi havia un automòbil i a 128 n'hi havia dos o més.

### Piràmide de població
La piràmide de població per edats i sexe el 2009 era:
| Homes | Edats   | Dones |
| ----- | ------- | ----- |
| 0     | 95 o +  | 0     |
| 0     | 90 a 94 | 2     |
| 1     | 85 a 89 | 5     |
| 4     | 80 a 84 | 1     |
| 11    | 75 a 79 | 19    |
| 13    | 70 a 74 | 13    |
| 23    | 65 a 69 | 14    |
| 18    | 60 a 64 | 15    |
| 10    | 55 a 59 | 12    |
| 16    | 50 a 54 | 11    |
| 20    | 45 a 49 | 23    |
| 17    | 40 a 44 | 21    |
| 16    | 35 a 39 | 11    |
| 14    | 30 a 34 | 12    |
| 10    | 25 a 29 | 11    |
| 9     | 20 a 24 | 7     |
| 24    | 15 a 19 | 21    |
| 26    | 10 a 14 | 27    |
| 14    | 5 a 9   | 12    |
| 13    | 0 a 4   | 7     |

## Economia
El 2007 la població en edat de treballar era de 368 persones, 267 eren actives i 101 eren inactives. De les 267 persones actives 245 estaven ocupades (137 homes i 108 dones) i 21 estaven aturades (11 homes i 10 dones). De les 101 persones inactives 40 estaven jubilades, 30 estaven estudiant i 31 estaven classificades com a «altres inactius».

### Ingressos
El 2009 a Chaumot hi havia 265 unitats fiscals que integraven 667 persones, la mediana anual d'ingressos fiscals per persona era de 18.000 €.

### Activitats econòmiques
Dels 19 establiments que hi havia el 2007, 2 eren d'empreses extractives, 1 d'una empresa de fabricació de material elèctric, 3 d'empreses de fabricació d'altres productes industrials, 5 d'empreses de construcció, 1 d'una empresa de comerç i reparació d'automòbils, 1 d'una empresa d'informació i comunicació, 3 d'empreses de serveis i 3 d'empreses classificades com a «altres activitats de serveis».
Dels 7 establiments de servei als particulars que hi havia el 2009, 2 eren tallers de reparació d'automòbils i de material agrícola, 2 paletes, 1 lampisteria, 1 electricista i 1 perruqueria.
L'any 2000 a Chaumot hi havia 14 explotacions agrícoles que ocupaven un total de 1.610 hectàrees.

## Equipaments sanitaris i escolars
El 2009 hi havia una escola elemental.

## Poblacions més properes
El següent diagrama mostra les poblacions més properes.